# Абади, Шарль
Жан Мари Шарль Абади́ (фр. Jean Marie Charles Abadie; 25 марта 1842, Сен-Годенс, Верхняя Гаронна, Франция — 29 июля 1932, Каюзак-сюр-Вер, Тарн, Франция) — французский офтальмолог.
Поначалу Абади интересовался хирургией, но изобретение офтальмоскопа вдохновило его стать офтальмологом. Учился в Вене и в Берлине, где его учителем был Альбрехт фон Грефе. В 1868 году стал интерном старейшей парижской больницы Отель-Дьё де Пари, где в 1870 году получил степень доктора медицины.
После возвращения в Париж стал врачом в офтальмологической клинике Луи де Векера. После Франко-прусской войны 1870—1871 годов открыл небольшую клинику на улице Rue Séguier. В 1976 году его клиника переехала на бульвар Сен-Жермен. Тогда же Абади издал книгу «Заболевания глаз».
Абади принимал участие в разработке методов лечения глаукомы и трахомы, обнаружил диагностический признак болезни Грейвса, который известен как симптом Абади. Кроме того, он внедрил практику инъекции этанола в тройничный ганглий при лечении невралгии тройничного нерва.
В 1881 году Абади стал кавалером ордена Почётного Легиона.